# Conservatorio (stanice metra v Madridu)
Conservatorio (plným názvem španělsky Estación de Conservatorio) je stanice metra v Madridu, která se nachází v jižní aglomeraci města. Stanice má výstup do ulic Avenida Arcas del Agua a Senda de Mafalda ve městě Getafe.
Jedná se o stanici linky metra 12. Stanice je pojmenována po nedaleké konzervatoři Conservatorio Profesional de Música de Getafe.
Stanice vznikla v rámci výstavby linky 12 a byla otevřena 11. dubna 2003 zároveň s celou linkou. Stanice se nachází v tarifní zóně B1.

## Fotogalerie

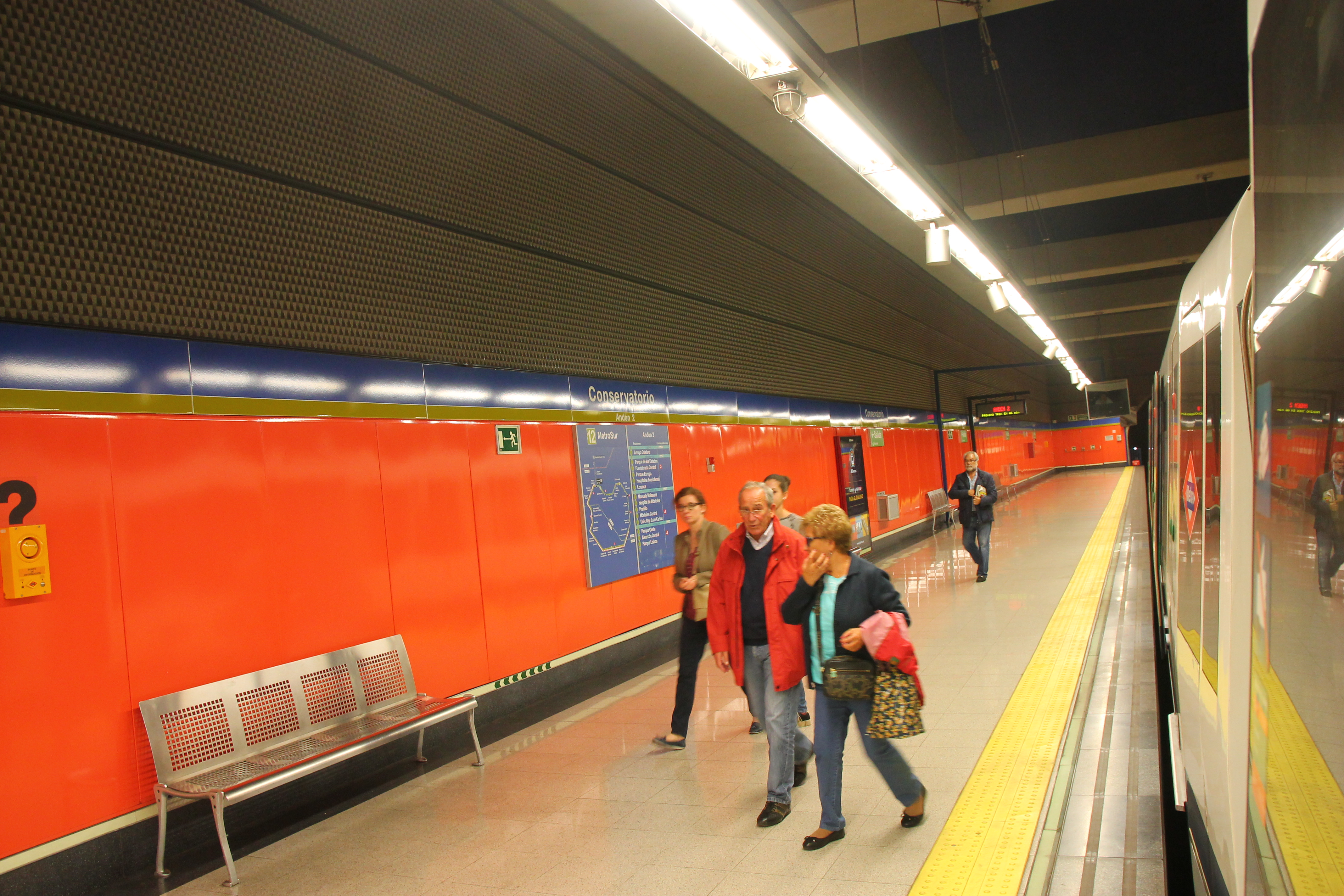
Nástupiště stanice
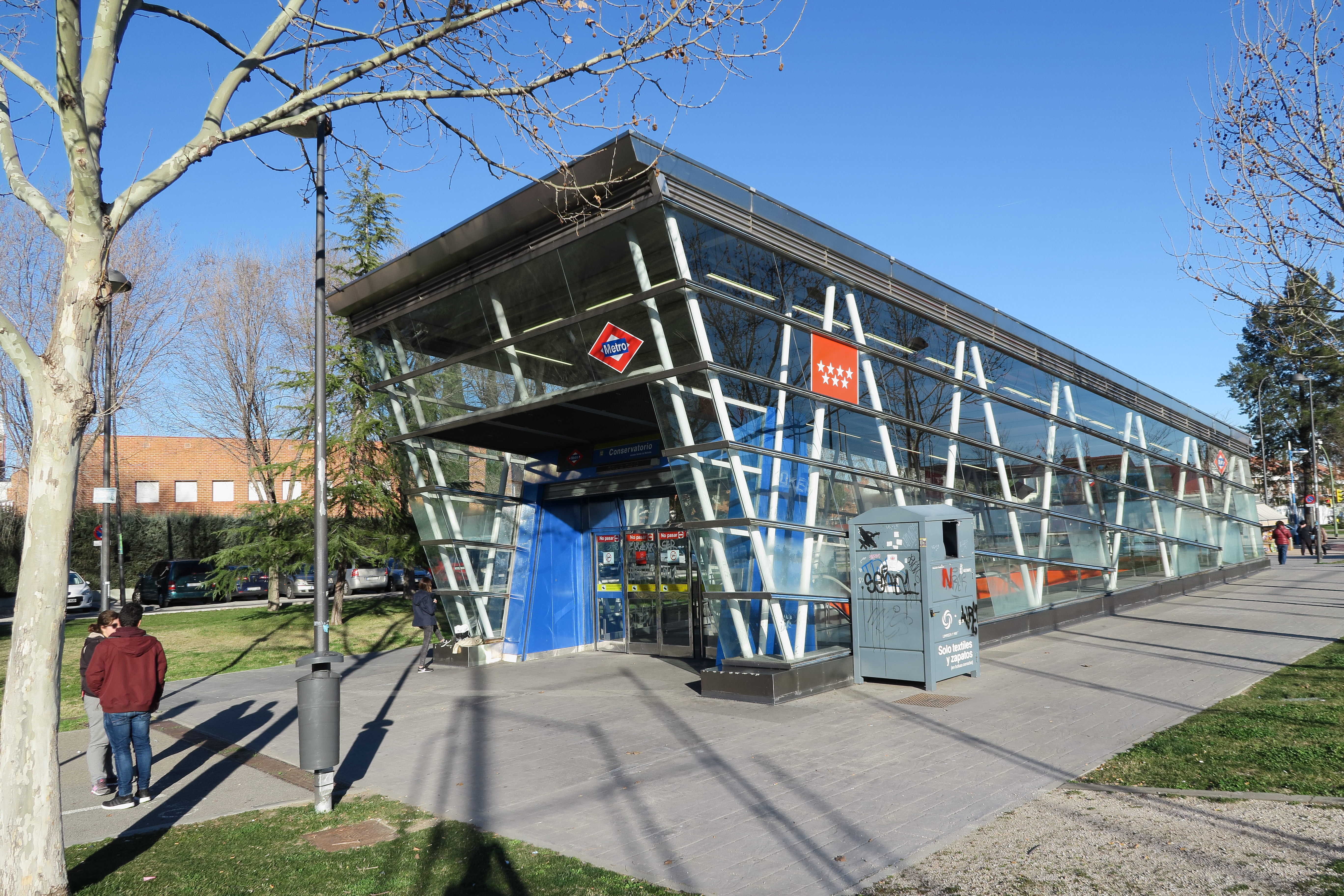
Vstup do stanice